# World Trade Center Zaragoza
World Trade Center Zaragoza es un complejo empresarial de 60.000 m² de superficie ubicado en la margen izquierda del río Ebro en Zaragoza (España), entre las calles María Zambrano y Gertrudis Gómez de Avellaneda, frente al Centro Comercial GranCasa.

## Historia
El proyecto del World Trade Center Zaragoza fue desarrollado, dirigido y ejecutado por un estudio de arquitectura con sede en Zaragoza, el de Aranaz y asociados, Arquitectura y Urbanismo en concreto por los arquitectos José Antonio Aranaz de Motta —arquitecto director del proyecto— y su colaborador, Eduardo Martín Correas.
La construcción del edificio comenzó en el año 2005, siendo oficialmente inaugurado el 16 de abril de 2008.

## Complejo
El complejo consta de dos rascacielos de diecinueve pisos —unos 77 metros de altura en total—, una torre de diez pisos —destinada a oficinas—, un centro de congresos y convenciones, y un hotel de cuatro estrellas.
Los rascacielos son una de las estructuras más altas de Zaragoza, tras la torre de telecomunicaciones —pirulí— de Telefónica, que alcanza los 100 metros —114 metros considerando la antena—, las cuatro torres de la Basílica del Pilar —de unos 95 metros cada una— y la torre de la Seo —de 90 metros—. Mide un metro más que la Torre del Agua de la Exposición Internacional de Zaragoza 2008.
El WTCZ pertenece a la World Trade Center Association, organización internacional sin ánimo de lucro creada en 1970 con el objetivo de promocionar el comercio internacional y propiciar las relaciones sociales y contactos comerciales, así como la ayuda mutua y la cooperación entre los socios. El éxito de esta infraestructura queda reflejada en los más de 300 World Trade Centers repartidos por todo el mundo y sus 750.000 empresas afiliadas.
Marcas deportivas como Adidas, consultoras internacionales como Deloitte o Accenture, o empresas de telefonía como Movistar han instalado sus oficinas en el World Trade Center Zaragoza.

## Galería de imágenes

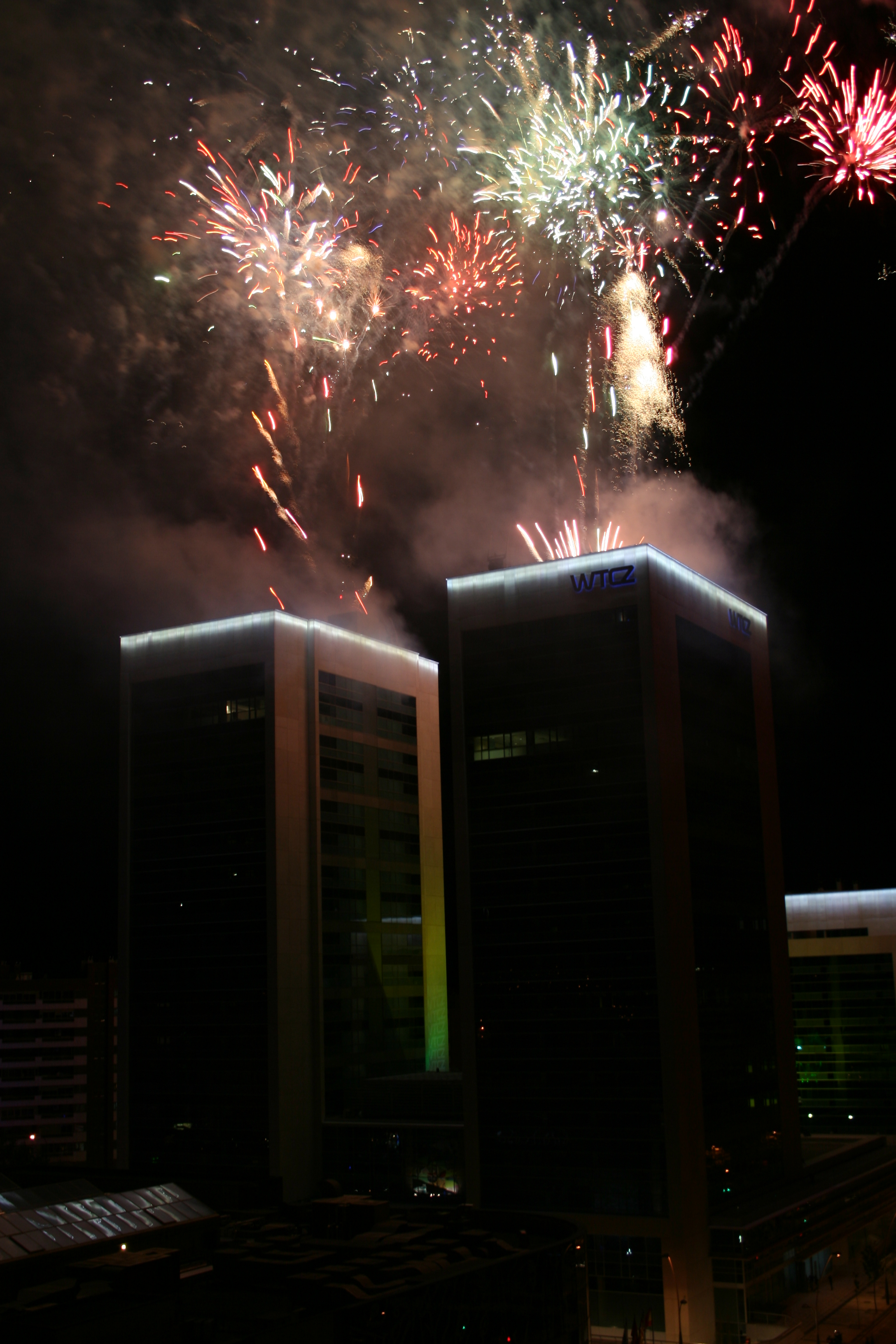
Fuegos artificiales en la inauguración.
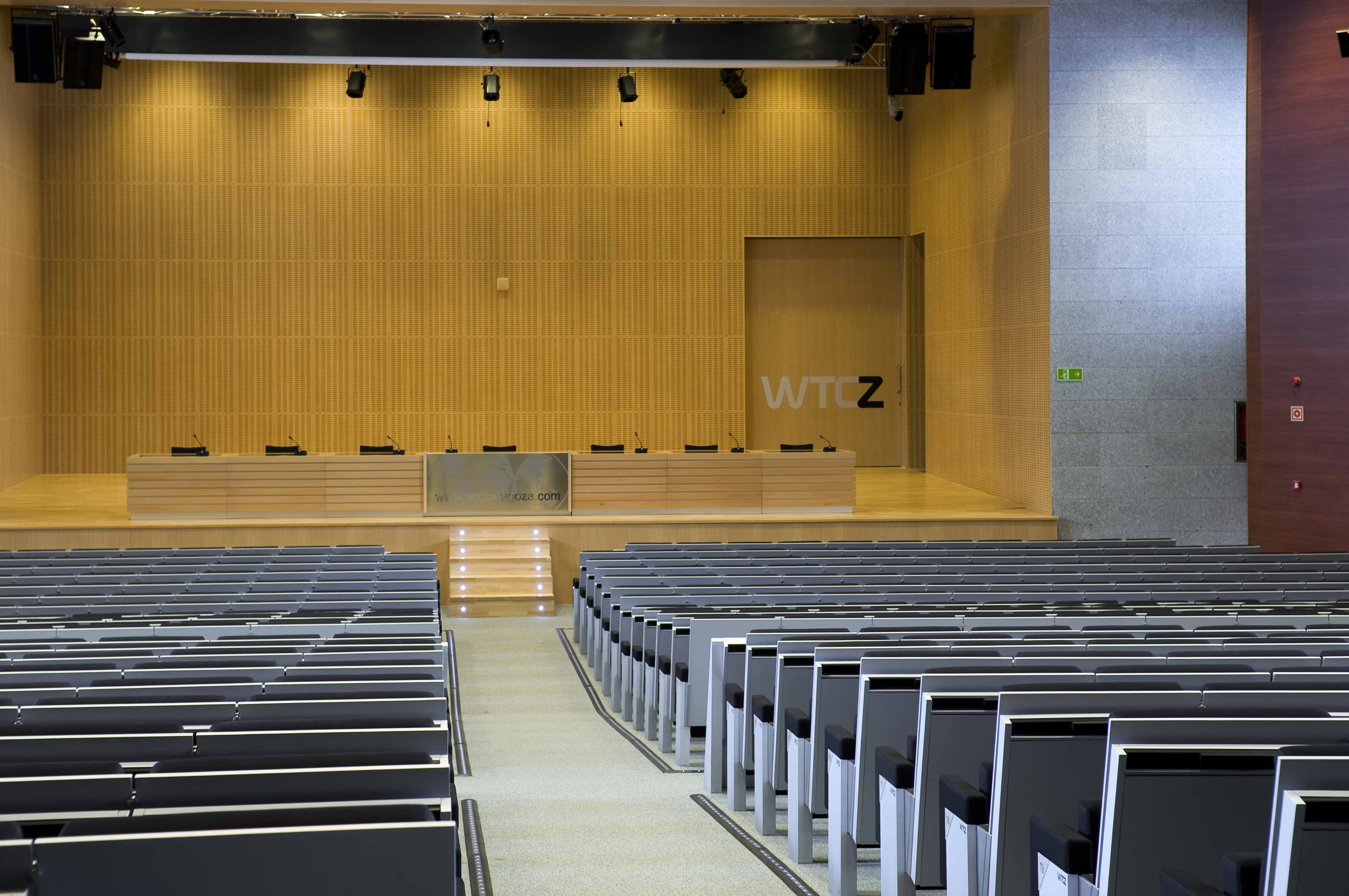
Auditorio.
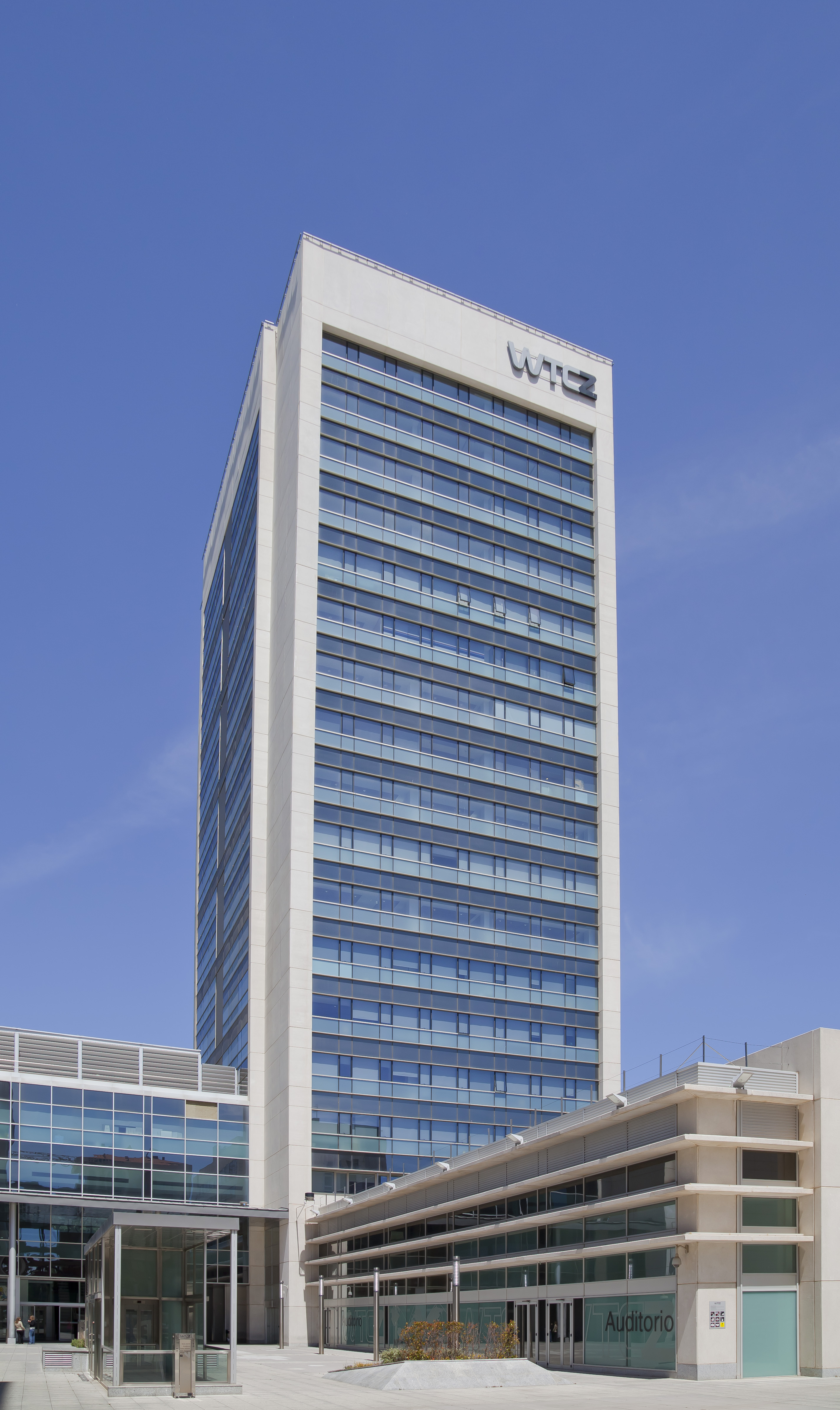
Rascacielos del WTCZ.
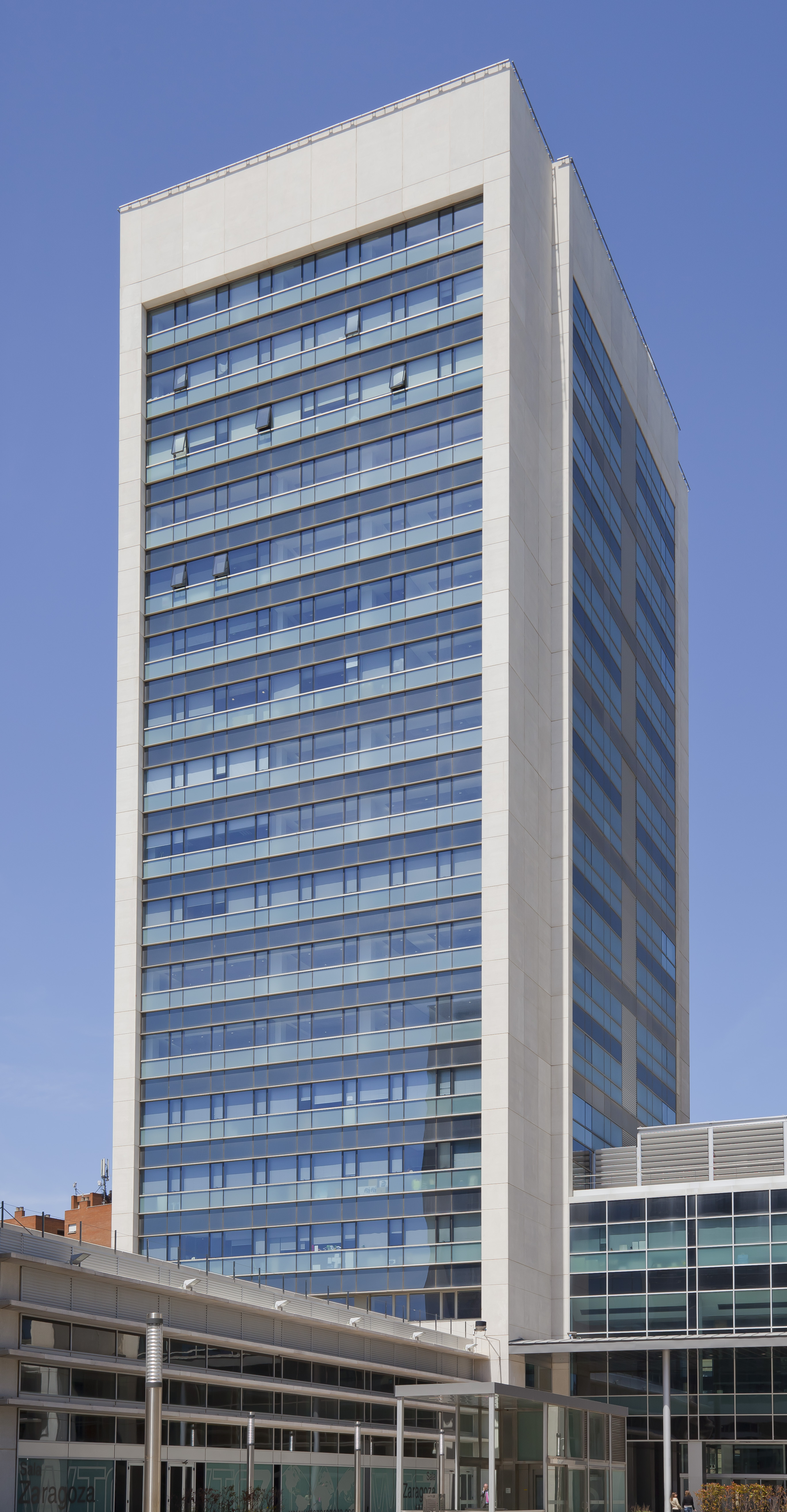
Otra vista desde la base.
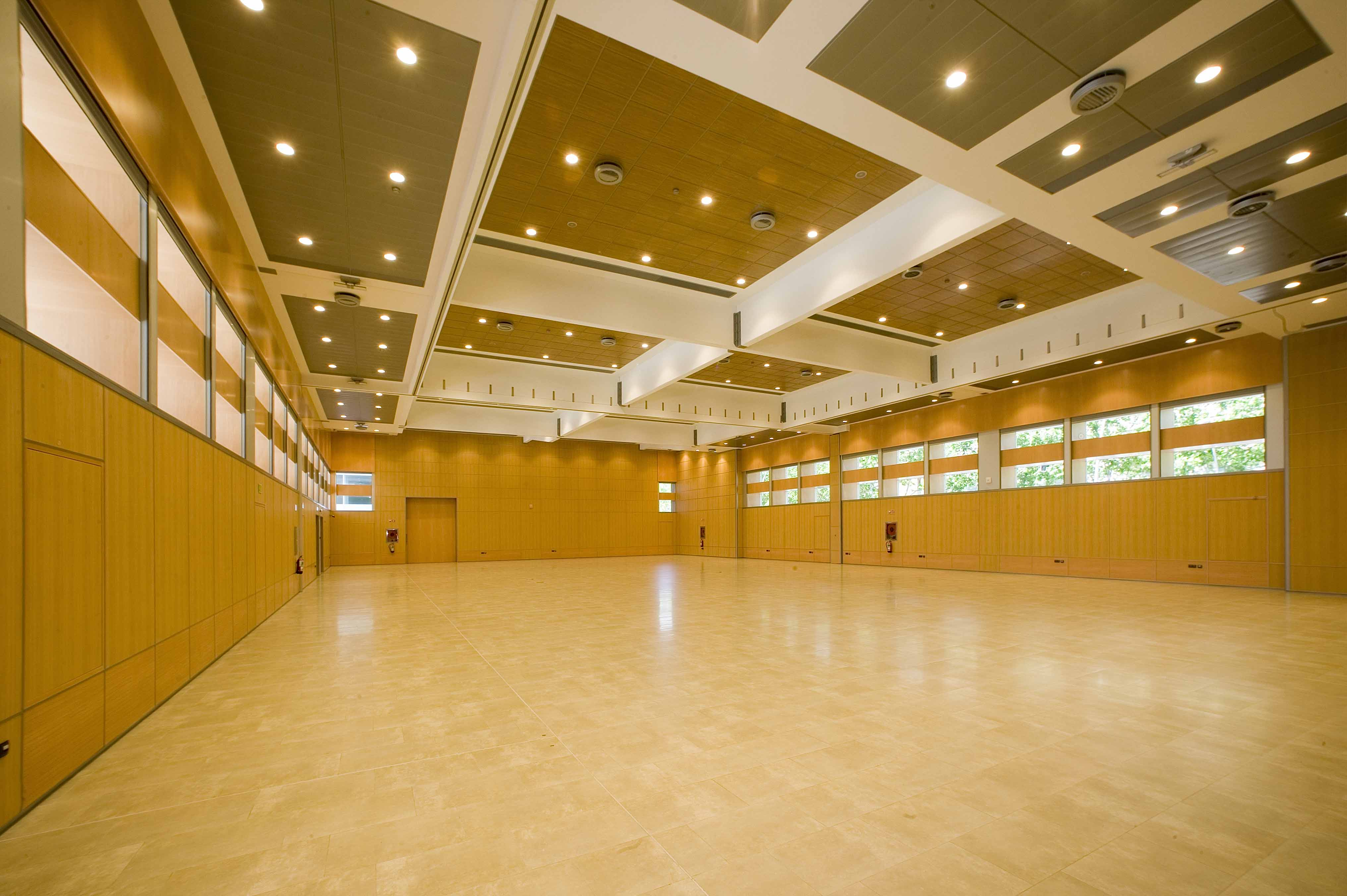
Sala interior.
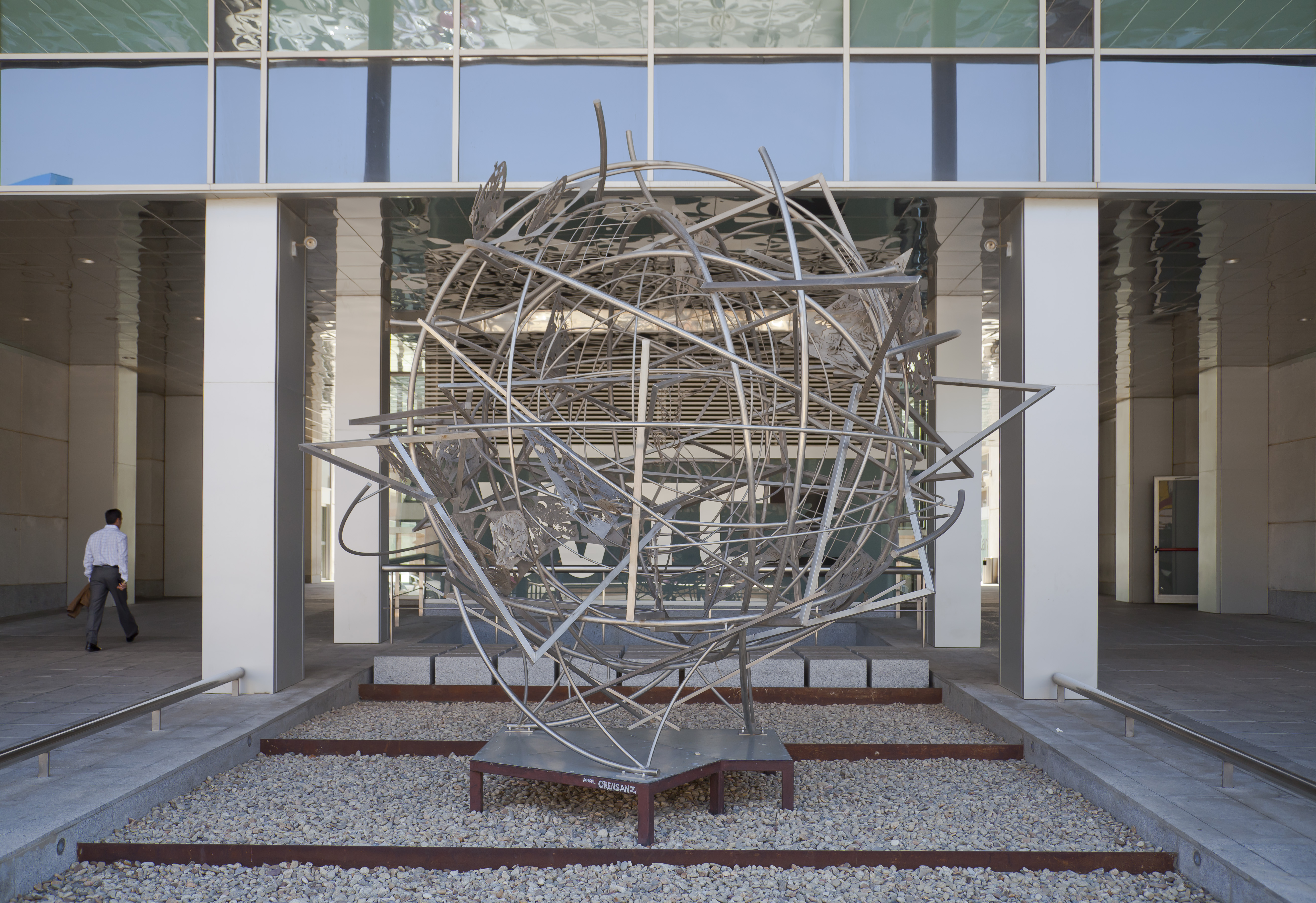
Escultura «Agua y cosmología» frente al WTCZ.
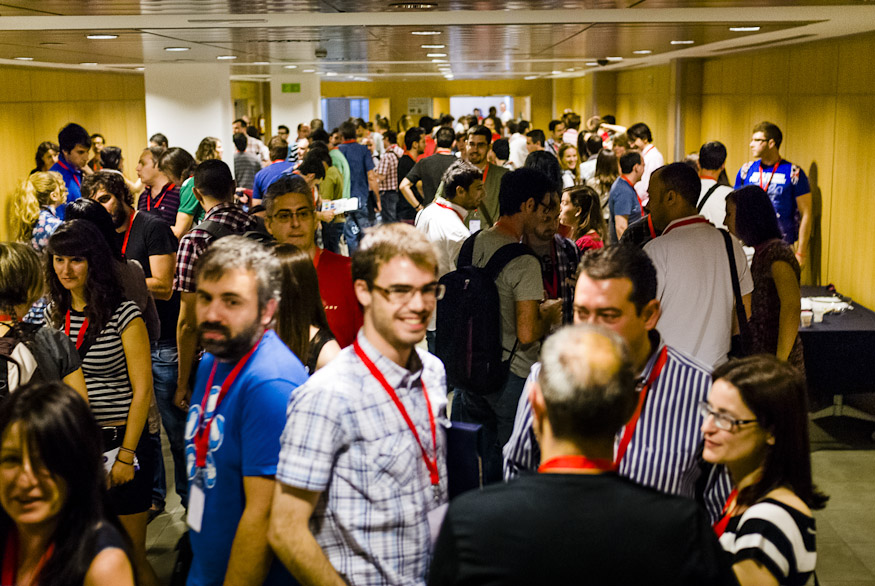
Pasillo de la planta -1 que conecta ambas torres durante Congreso Web.